# Геккон (бронеавтомобіль)
БКМ «Геккон» — один з українських варіантів модернізації радянської бронемашини БРДМ-2.

### Історія
Бронемашина була розроблена в 2016 році в ініціативному порядку фахівцями інженерної групи "Азов" (надалі, яка взяла назву Інженерна група «Арей») та побудована на позабюджетні кошти в цехах закритого київського заводу «АТЕК».
Демонстраційний зразок бронемашини був представлений на виставці озброєння та військової техніки, що відкрилася 11 жовтня 2016 року в Києві, виставка «Зброя та безпека-2016», але виробництво освоєно не було.
Відомостей про експлуатацію бронемашини немає.

### Опис
При переобладнанні БРДМ-2 в БКМ «Геккон» дві пари пневматичних коліс (призначених для подолання траншей та окопів) та гідравлічні витяги, що забезпечують їхнє висування, були демонтовані. Штатний бензиновий двигун ГАЗ-41 та механічна трансмісія замінено на новий дизельний двигун "General Motors" потужністю 215 л. с. з гідростатичним приводом, у бортах зроблено дві бійниці для ведення вогню зі стрілецької зброї та дві бортові двері (В результаті, вихід десанту та екіпажу здійснюється через бортові двері, два люки в даху десантного відділення та задню апарель). Крім того, на БКМ встановлено два водометні рушії італійського виробництва, які забезпечують рух по воді зі швидкістю до 10 км/год.
Броньовий захист посилено (також повідомляється, що можливе встановлення комплекту додаткового захисту модульної конструкції масою 800 кг, що збільшує масу бронемашини до 9 тонн), це збільшує витрату палива і знижує запас ходу.
Загальна чисельність екіпажу та десанту бронемашини становить 9 людей.
Демонстраційний зразок був оснащений зміненою вежею від БРДМ-2 (у якій встановлені 12,7-мм кулемет НСВТ, 7,62-мм кулемет ПКТ і чотири 81-мм димових гранатометів), проте за даними розробників, можливе збереження стандартної вежі 2 або встановлення інших бойових модулів.
На початку червня 2017 року вартість переобладнання однієї БРДМ-2 у БКМ «Геккон» оцінювалась у 3,1 млн. гривень.

### Оператори
- Україна - 1 шт.